# Léster Morgan
Léster Morgan Suazo (Guanacaste, 2 maggio 1976 – Concepción de San Rafael de Heredia, 1º novembre 2002) è stato un calciatore costaricano, di ruolo portiere.

## Biografia
Si suicidò in un casolare prestato da un amico di famiglia a Concepción de San Rafael de Heredia, a nord di San José. Compì l'estremo gesto con un'arma da fuoco e il suo corpo fu trovato da un amico alle 8:15 ora locale del 1º novembre 2002. Morgan lasciò una valigetta e quattro lettere, una per sua madre, un'altra per Donald Carvallo, l'amico che trovò il cadavere, un'altra per la madre di sua figlia minore ed una per la proprietaria della capanna in cui si tolse la vita, nella quale spiegava che il dover pagare gli alimenti ai suoi due figli l'aveva prostrato.

## Carriera

### Club
Il suo debutto nella Prima Divisione avvenne il 10 settembre 1995 nell'estadio Pedregal: Il Belén vinse 1-3 e lui giocò 65 minuti.
Dopo una stagione coi pamperos, passò a giocare con l'Herediano nella stagione 1996-1997. Lì completò tre stagioni coi florenses, prima di passare al Venados de Yucatán, nella Primera División del Messico. Giocò lì nel torneo 1999-2000.
La sua ultima partita ufficiale in Prima Divisione fu contro il Cartaginés, il 18 agosto 2002. Quel giorno respinse un rigore a Danny Fonseca (al 10') ed uscì infortunato nel secondo tempo. L'Herediano vinse 3-2 nell'estadio Fello Meza di Cartago. In sette stagioni in Costa Rica, giocò 185 partite, subì 213 gol, fu espulso tre volte e parò sette rigori.

### Nazionale
Il portiere era nato a Guanacaste, sulla costa Pacifica della Costa Rica, ed aveva partecipato al Mondiale Under-20 in Qatar nel 1995, alle qualificazioni al campionato mondiale di calcio 1998 e alle qualificazioni al campionato mondiale di calcio 2002.
Debuttò con la Selezione maggiore contro la Giamaica (9-0), nel febbraio 1999. Totalizzò 5 presenze. La sua ultima apparizione col Tricolore fu in Corea del Sud (sconfitta per 0-2), il 20 aprile 2002.

## Statistiche

### Cronologia presenze e reti in nazionale
| Cronologia completa delle presenze e delle reti in nazionale ― Costa Rica | Cronologia completa delle presenze e delle reti in nazionale ― Costa Rica | Cronologia completa delle presenze e delle reti in nazionale ― Costa Rica | Cronologia completa delle presenze e delle reti in nazionale ― Costa Rica | Cronologia completa delle presenze e delle reti in nazionale ― Costa Rica | Cronologia completa delle presenze e delle reti in nazionale ― Costa Rica | Cronologia completa delle presenze e delle reti in nazionale ― Costa Rica | Cronologia completa delle presenze e delle reti in nazionale ― Costa Rica |
| Data                                                                      | Città                                                                     | In casa                                                                   | Risultato                                                                 | Ospiti                                                                    | Competizione                                                              | Reti                                                                      | Note                                                                      |
| ------------------------------------------------------------------------- | ------------------------------------------------------------------------- | ------------------------------------------------------------------------- | ------------------------------------------------------------------------- | ------------------------------------------------------------------------- | ------------------------------------------------------------------------- | ------------------------------------------------------------------------- | ------------------------------------------------------------------------- |
| 24-2-1999                                                                 | San José                                                                  | Costa Rica                                                                | 9 – 0                                                                     | Giamaica                                                                  | Amichevole                                                                | -                                                                         | 62’                                                                       |
| 18-4-2001                                                                 | Alajuela                                                                  | Costa Rica                                                                | 2 – 2                                                                     | Venezuela                                                                 | Amichevole                                                                | -2                                                                        | 46’                                                                       |
| 27-5-2001                                                                 | San Pedro Sula                                                            | Costa Rica                                                                | 1 – 1                                                                     | Guatemala                                                                 | Coppa UNCAF 2001                                                          | -1                                                                        |                                                                           |
| 3-6-2001                                                                  | San Pedro Sula                                                            | Costa Rica                                                                | 1 – 1                                                                     | El Salvador                                                               | Coppa UNCAF 2001                                                          | -1                                                                        |                                                                           |
| 20-4-2002                                                                 | Taegu                                                                     | Corea del Sud                                                             | 2 – 0                                                                     | Costa Rica                                                                | Amichevole                                                                | -1                                                                        | 46’                                                                       |
| 9-5-2002                                                                  | San José                                                                  | Costa Rica                                                                | 1 – 2                                                                     | Colombia                                                                  | Amichevole                                                                | -                                                                         | 46’                                                                       |
| Totale                                                                    |                                                                           | Presenze                                                                  | 6                                                                         |                                                                           | Reti                                                                      | -5                                                                        |                                                                           |